# Carlos Cruz-Diez
Pour les articles homonymes, voir Diez.
Carlos Eduardo Cruz-Diez, né le 17 août 1923 à Caracas (Venezuela) et mort le 27 juillet 2019, à Neuilly-sur-Seine (France), est un artiste-peintre vénézuélien naturalisé français.
Il est l’un des acteurs majeurs et l’un des principaux représentants de l'art cinétique. Il s'installe à Paris à partir de 1960.
Ses multiples investigations ont apporté une nouvelle approche sur le phénomène de la couleur dans le domaine de l’art en développant notamment l’univers perceptif de celle-ci. Il est président de la Fundación del Museo de la Estampa y del Diseño Carlos Cruz-Diez à Caracas et membre de l’Orden de Andrés Bello (OAB). En 2005, sa famille créa la Cruz-Diez Art Foundation destinée à la conservation, diffusion et promotion de l’héritage artistique et conceptuel de l'artiste.
Théoricien de la couleur, il en a élaboré les dernières avancées conceptuelles. Ses recherches, fondées sur trois situations chromatiques: soustractive, additive et réfléchie, ont permis une nouvelle approche cognitive du phénomène de la couleur, amplifiant considérablement son champ de perception.
Cruz‐Diez appréhende la couleur comme une réalité autonome, dépourvue d’anecdote, évoluant dans l’espace et le temps réels, sans passé ni futur, en un présent perpétuel. Dans ses œuvres, la couleur devient une réalité qui peut exister sans recours à une forme ou à un support.
Son travail s’est structuré sous huit axes de recherche : couleur additive, physichromie, induction chromatique, chromointerférence, transchromie, chromosaturation, chromoscope et couleur à l’espace.

« Dans mes œuvres, la couleur apparaît et disparaît au cours du dialogue qui se génère entre l’espace et le temps réels. Simultanément, il apparaît de façon indiscutable que l’information acquise, comme les connaissances mémorisées au cours de notre expérience de vie, ne sont probablement pas exactes – du moins partiellement.  Il est d’ailleurs possible que grâce à la couleur, abordée au travers d’une vision élémentaire dépourvue de significations préétablies, nous puissions réveiller d’autres mécanismes d’appréhension sensibles plus subtiles et complets qu’on ne le supposait de par le conditionnement culturel et l’information massive des sociétés contemporaines. »

— Carlos Cruz-Diez, Paris, 1969.

## Biographie
En 1940, Carlos Cruz-Diez étudie à l’École des beaux-arts de Caracas où il obtient un diplôme de professeur d'arts appliqués. Quelques années plus tard, en 1944, il travaille comme dessinateur graphique à la Creole Petrolium Corporation et, en même temps, il illustre des publications et réalise des bandes dessinées pour différents journaux vénézuéliens. Il est, en 1946, le directeur créatif de l’agence publicitaire McCann-Erickson Venezuela et illustrateur du journal national El Nacional en 1953. En 1957, après avoir réalisé divers voyages à New York et Paris (à l’occasion duquel il visite l’exposition Le Mouvement à la galerie Denise René), il fonde l’Estudio de Artes Visuales, consacré au dessin graphique et industriel. En 1959, un an avant de s’installer définitivement à Paris avec sa famille, il fait sa première Couleur Additive et Physichromie. Il participe en 1961, à l’exposition Bewogen Bewegin au Stedelijk Museum à Amsterdam, où d’autres artistes comme Allan Kaprow, Alexander Calder, Moholy-Nagy, Robert Rauschenberg, Jean Tinguely, Marcel Duchamp et Victor Vasarely, ont également collaboré. Quatre ans plus tard, il est nommé assesseur au centre culturel Noroit, à Arras, France et, cette même année, il participe à The Responsive Eye au Museum of Modern Art de New York (MoMA), l’exposition fondatrice de l’art optique.
De 1972 à 1973, Carlos Cruz-Diez est professeur à l’École supérieure des beaux-arts de Paris de « techniques cinétiques ». Entre 1986 et 1993, il est professeur titulaire de l’Institut international d’études avancées à Caracas. En 1989, la première édition de son livre Réflexion sur la couleur est publiée à Caracas; livre qui est basé sur ses diverses investigations plastiques liées à l’étude de la couleur comme « une réalité autonome en mutation constante ». En 1997, il est nommé président et membre du Conseil Supérieur de la Fondation Musée de l’Estampe et du Dessin Carlos Cruz-Diez, qui a pour but d’étudier, de diffuser, de collectionner et de conserver le travail des dessinateurs et artistes graphiques nationaux et internationaux liés à l’estampe et le dessin. En 2005, sa famille crée la fondation Cruz-Diez destinée à la conservation, développement, diffusion et investigation de son héritage artistique et conceptuel. En 2008, deux ans avant le 50e anniversaire de son arrivée à Paris, Cruz-Diez acquiert la nationalité française et trois ans plus tard, il inaugure son exposition majeure Carlos Cruz-Diez. Color in Space and Time au musée des beaux-arts de Houston, aux États-Unis. En 2012, il est élevé au grade d’officier de l’ordre national de la Légion d'honneur.
En 2014, le conseil général de la Vendée détruit par mégarde une de ses œuvres, Chromointerférente, installée devant le collège des Gondoliers de La Roche-sur-Yon en 1972, car, mal entretenue et rouillée, elle menaçait de s'effondrer.
Il repose au cimetière du Père Lachaise (division 8, chapelle cinéraire commune), à Paris.

## Œuvre
Réflexion sur la couleur
« Je propose la couleur autonome. Sans anecdote, dépourvue de symbolisme, en tant que fait évolutif qui nous implique. »
La réflexion plastique de Cruz-Diez a modifié les notions de la couleur dans l’art. Une grande partie de ses recherches trouvent leur origine dans ce qu’il appelle les « supports d’évènements chromatiques ». Ses œuvres mettent en évidence l’interaction entre couleur et spectateur en démontrant notamment comment la couleur, une fois réalisée sa première interaction avec le spectateur, devient un évènement autonome capable d’évoluer dans le temps et l’espace réels, sans aucune anecdote, ni même l’aide de la forme ou du support.
« À travers de ma trajectoire chromatique, j’essaie de mettre en évidence la couleur comme une situation éphémère et autonome. La couleur en continuelle mutation créant des réalités autonomes. C’est une réalité parce que ces événements ont lieu dans l’espace et dans le temps réels, sans passé ni futur, dans un présent perpétuel. Elle est autonome car elle est mise en évidence sans dépendre d’aucune anecdote ni forme, ni même d’un support que le spectateur a l’habitude de voir en peinture. C’est ainsi que s’établit une autre dialectique entre le spectateur et l’œuvre, une autre relation de connaissance. »

## Quelques œuvres
Peinture :
- 1959 Physichromie N°1, Caracas
- 1964 Physichromie n°142, Paris
- 1971 Induction chromatique, Paris
- 1993 Physichromie n° 1.284, Paris

Œuvres intégrées à l'architecture :
- 1971 Muro de color aditivo, Caracas
- 1973 Centrale hydro-électrique Santo Domingo, Edo. Merida
- 1974 Ambientacion, aéroport Maiquieta, Caracas (mosaïque en émaux de Briare)
- 1975 Environnement chromatique, UBS, Zurich
- 1976 Physichromie double face, place du Venezuela, Paris
- 1979 Physichromie, Jackson Memorial hospital, Miami
- 1981 Plafond physichromique, passerelle piétonnière gare de Saint-Quentin-en-Yvelines
- 1982 Physichromie n° 2001, Banco Consolidado, New-York
- 1986 Induction chromatique, Fortaleza, Brésil
- 1991 Physichromie, Madrid
- 1992 Induction, exposition universelle de Séville
- 1997 Arc Induction, Équateur
- 1999 Induction, La Havane
- 2001 Cromovelas Induccion, Portugal
- 2002 Spirale, Corée
- 2004 Cliché Coul, Centre Pompidou, Paris
- 2007 Orchestre des jeunes musiciens, Caracas
- 2012 Chromatic Induction in a Double Frequency, Stade des Marlins, Miami

Sculptures :
- 1972 Colonne Chromointerférente, Collège des Gondoliers, La Roche-sur-Yon

Ses œuvres figurent dans les collections permanentes d’institutions culturelles comme : 
- Museum of Modern Art, New York[12];
- Tate Modern, Londres[13];
- Centre Pompidou, Paris[14];
- Musée des Beaux-Arts, Houston;
- Wallraf-Richartz Museum, Cologne;
- Musée d'art moderne de la ville de Paris.

Parmi ses expositions personnelles et collectives, nous pouvons citer entre autres :
- Bewogen Beweging (El Movimiento), Stedelijk Museum, Amsterdam, 1961

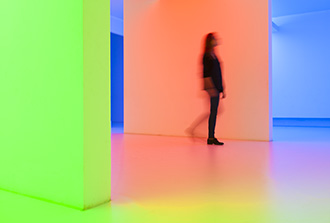
Chromosaturation à l'exposition Dynamo. Un siècle de lumière et de mouvement dans l’art. 1913-2013, Galeries nationales du Grand Palais, Paris, 2013

- Mouvement 2, Galerie Denise René, Paris, 1964
- The Responsive Eye, Museum of Modern Art, New York, 1965
- Lumière et Mouvement, musée d'art moderne de la ville de Paris, 1967
- Cruz-Diez : cinq propositions sur la couleur, Galerie Denise René, Paris,1969
- Pavillon du Venezuela, XXXVe Biennale de Venise, Italie, 1970
- Cruz-Diez: Didáctica y dialéctica del color. Intervenciones en la arquitectura, Musée d'art contemporain de Caracas, 1981
- Carlos Cruz-Diez: Die Autonomie der Farbe, Josef Albers Museum, Bottrop, Allemagne, 1988
- Une Tour Eiffel haute en couleurs, Centre Pompidou, Paris, 2003
- Inverted Utopias: Avant-garde Art in Latin America, musée des beaux-arts, Houston, 2004
- Lo(s) Cinético(s), Musée national centre d'art Reina Sofía, Madrid, 2007
- In(formed) by Color, Americas Society (en), New York, 2008[16]
- Carlos Cruz-Diez: El color sucede, Museu d’Art Espanyol Contemporani, Palma de Majorque, 2009
- Carlos Cruz Diez: The Embodied Experience of Color, Miami Art Museum, Miami, 2010

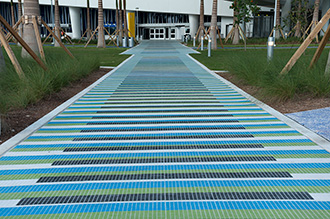
Chromatic Induction in a Double Frequency au Marlins Ballpark, à Miami, aux États-Unis. 2012 - Dim. 1672.25 m2 en émaux de Briare.

- Environment Chromatic-Interferences: Interactive Space by Carlos Cruz-Díez, Guangdong Museum of Art, Guangzhou, Chine, 2010
- Carlos Cruz-Diez: Color in Space and Time, musée des beaux-arts, Houston, 2011
- Carlos Cruz-Diez: A cor no espaço e no tempo, Pinacoteca do estado, Sao Paulo, 2012
- Carlos Cruz-Diez: El color en el espacio y en el tiempo, Museo Universitario Arte Contemporáneo (MUAC), Mexico, 2012
- Light Show, Hayward Gallery, Londres, 2013
- La Invención Concreta: Colección Patricia Phelps de Cisneros, Musée national centre d'art Reina Sofía, Madrid, 2013
- Carlos Cruz-Diez. Circumstance and Ambiguity of Color, Musée de l’Académie des Beaux-Arts (CAFA), Pékin, 2013
- Dynamo. Un siècle de lumière et de mouvement dans l’art, 1913-2013, Galeries nationales du Grand Palais, Paris, 2013
- Within the Light Trap: Carlos Cruz-Díez in Black & White, Americas Society, New York, 2014[17].
- Cruz-Diez. Circonstance et Ambiguïté de la Couleur, Fondation Vasarely, Aix-en-Provence, 2014

## Recherches
Cruz-Diez a focalisé ses recherches dans la dissociation du binôme forme-couleur, en se proposant notamment, « libérer » la couleur de la forme. En partant de la fragmentation du plan, il utilise de « modules d’évènements chromatiques » (série de lignes dans un ordre rigoureux et programmé) pour mettre en évidence ses postulats théoriques sur la couleur.
« La couleur est un fait autonome qui existe sans avoir besoin de la forme »
Les formes qui apparaissent dans ses œuvres ne sont pas conventionnelles dans le sens traditionnel du terme ; elles sont le résultat de l’accumulation des modules qui, en raison de la superposition et de la répétition, créent des formes géométriques telles que des carrés, des triangles, ou des rectangles, parmi autres.
Cruz-Diez s’installe à Paris en 1960 pour y développer et structurer les différents concepts qui allaient lui permettre de matérialiser son discours plastique. De sorte qu’entre 1959 et 1995, il réalise huit investigations qui démontrent les différents comportements de la couleur : Couleur additive, Physichromie, Induction chromatique, Chromointerférence, Transchromie, Chromosaturation, Chromoscope et Couleur à l’Espace.

## Intégration dans l’espace urbain et l’architecture
Les dernières 50 années, Cruz-Diez a réalisé des œuvres à échelle humaine et monumentale dans de divers pays:
« Les œuvres que je réalise dans l’espace urbain et dans l’habitat, sont conçues comme un discours plastique qui se génère dans le temps et l’espace, et qui crée des situations et des évènements chromatiques qui changent la dialectique entre le spectateur et l’œuvre. Au contraire des artistes médiévaux, de la Renaissance et même des muralistes mexicains, mes œuvres ne contiennent pas de discours référentiels. Elles constituent le support d’un évènement qui évolue dans le temps et dans l’espace réels et qui s’altèrent en dépendant du déplacement de la lumière et la distance de  spectateur par rapport à l’œuvre»

## Prix
Carlos Cruz-Diez a reçu de nombreux prix et distinctions :
- 1966 : grand Prix, III Biennale américaine d’art, université nationale de Córdoba, Faculté de sciences exactes, Córdoba, Argentine
- 1967: prix international de Peinture, IX Biennale de São Paulo, São Paulo, Brésil
- 1969 : deuxième prix, Festival international de peinture, château-musée de Cagnes-sur-Mer, Cagnes-sur-Mer, France
- 1971 : prix national d’arts plastiques, Institut national de culture et des beaux-arts, Caracas, Venezuela
- 1976 : prix Intégration des Arts, VI Biennale d’Architecture, École d’architectes de Venezuela, Caracas, Venezuela
- 1981 : Orden Andrés Bello, Primera Clase, Caracas, Venezuela
- 2002 : commandeur de l’ordre des Arts et des Lettres, Paris, France
- 2006 : docteur honoris causa, Casa Rectoral, université Simón Bolívar, Caracas, Venezuela
- 2007 : docteur honoris causa en Arte, université de Los Andes, Mérida, Venezuela
- 2008 : médaille d’honneur de la ville de Marcigny, Marcigny, France
- 2010 : prix AICA 2009, Association international de critiques d’art, Caracas, Venezuela
- 2011 :
  - médaille d’or de la Société des Amériques, Cipriani Wall Street, New York, États-Unis. 31st Annual Spring Party, organisé par Americas Society
  - prix au meilleur artiste vivant de la Feria Estampa 2011, Madrid, Espagne. 31st Annual Spring Party, organisé par Americas Society
- 2012 :
  -  Officier de la Légion d'honneur, Paris, France
  - médaille d’art Páez, New York, États-Unis (VAEA)
  - prix Penagos de dessin, Fondation MAPFRE, Madrid, Espagne